# Тосио Курокава
Тосио Курокава (яп. 黒川 利雄; 1897—1988) — японский учёный, врач-онколог, доктор медицины, заслуженный профессор, декан медицинского факультета и 10-й президент Университета Тохоку, президент Японской академии наук.

## Биография
Профессор и декан Медицинского факультета Университета Тохоку. 10-й президент Университета Тохоку (1957—1963). Специализировался на внутренней медицине и гастроэнтерологии, особенно диагностике рака желудка. Основал Общество по борьбе с раком в префектуре Мияги и провел первый в Японии скрининг на рак (рак желудка). Доктор медицинских наук.

### Хронология
- 1914 окончил среднюю школу Хоккайдо
- 1922 окончил медицинский факультет Императорского университета Тохоку, поступил в медицинский факультет внутренних болезней Ямакавы
- 1927 доцент Медицинского факультета Императорского университета Тохоку
- 1930 повышение квалификации: исследование желудочно-кишечной рентгенографии в Венском университете
- 1941 профессор Императорского университета Тохоку
- 1948 декан медицинского факультета Университета Тохоку
- 1954 член Научного совета Японии
- 1957 10-й президент университета Тохоку (1957—1963)[2]
- 1958 председатель общества борьбы с раком префектуры Мияги
- 1963 ушёл в отставку с должности президента Университета Тохоку; присвоение звания заслуженного профессора Университета Тохоку; директор больницы Ассоциации исследований рака
- 1964 почётный гражданин города Сендай
- 1965 член Японской академии наук
- 1967 1-й директор Центра заболеваний взрослых префектуры Мияги
- 1968 награждён орденом культуры; присвоено звание заслуженного деятеля японской культуры[англ.]
- 1973 почётный директор онкологической исследовательской больницы; Токийский столичный комиссар по общественной безопасности
- 1974 Премия Асахи
- 1983 почётный гражданин города Токио
- 1984 председатель Японской ассоциации по профилактике заболеваний взрослых
- 1986 президент Японской академии наук (1986—1988)
- 1988 умер в возрасте 91 года. Третье место. Почётный гражданин города Микаса
- 1989 создание «Фонда исследований рака Тосио Курокавы» в Онкологическом обществе Мияги
- 1991 создание «Мемориального зала Тосио Курокаваы» в Онкологическом обществе Мияги и городском музее города Микаса.

### Награды
- 3-й чин табеля о рангах «Старшее человеколюбие»
- Лауреат ордена культуры
- Заслуженный деятель японской культуры[англ.]
- Лауреат премии Асахи
- Почётный гражданин города Сендай
- Почётный гражданин Токио.